# Eoacanthocephala
Eoacanthocephala är en klass av hakmaskar. Eoacanthocephala ingår i fylumet hakmaskar och riket djur. I klassen Eoacanthocephala finns 167 arter.
Kladogram enligt Catalogue of Life och Dyntaxa:
| Eoacanthocephala | \| \| Gyracanthocephala \| \| \| \| \| \| Neoechinorhynchida \| \| \| \| |
|                  | \| \| Gyracanthocephala \| \| \| \| \| \| Neoechinorhynchida \| \| \| \| |
|                  | Archiacanthocephala                                                      |
|                  |                                                                          |
|                  | Palaeacanthocephala                                                      |
|                  |                                                                          |
|                  | Palaeacanthtocephala                                                     |
|                  |                                                                          |
|                  | Gyracanthocephala                                                        |
|                  |                                                                          |
|                  | Neoechinorhynchida                                                       |
|                  |                                                                          |

|  | Gyracanthocephala  |
|  |                    |
|  | Neoechinorhynchida |
|  |                    |